# مايك هاولت
مايك هاولت (بالإنجليزية: Mike Howlett)‏ هو منتج أسطوانات وملحن فيجي، ولد في 27 أبريل 1950 في لاوتوكا في فيجي.

## وصلات خارجية
- مايك هاولت على موقع ميوزك برينز (الإنجليزية)
- مايك هاولت على موقع ديسكوغز (الإنجليزية)